# Рейд Стюарта
Рейд Стюарта (Stuart’s raid) — кавалерийский рейд трёх бригад  Конфедерации  под командованием генерала Джеба Стюарта в ходе Геттисбергской кампании американской Гражданской войны. Рейд проходил во время наступления Северовирджинской армии в Пенсильванию. Войскам Стюарта удалось пройти по тылам противника, захватив множество пленных и припасов, однако отрицательной стороной операции стало распыление сил южан во время решающей кампании, так как рейдеры не успели соединиться с основной армией до сражения при Геттисберге. Отсутствие бригад Стюарта в первый день боёв у Геттисберга стало одной из причин поражения армии генерала Ли.
Невозможно точно установить, был ли рейд санкционирован приказом генерала Ли, или же это была частная инициатива Стюарта, на которую он пошёл вопреки приказам. Споры об этом начались в первые же дни после сражения при Геттисберге и продолжаются по сей день.
Этот рейд Стюарта был третьим в его карьере, после рейда вокруг Макклелана летом 1862 года и Чамберсбергского рейда осенью 1862 года.

## Планы
В армии генерала Ли Джеб Стюарт командовал кавалерией, которая занималась разведкой, прикрытием армии от вражеской разведки, а также изредка — рейдами в тыл противника. Стюарт успешно справлялся с этой миссией и постоянно поддерживал связь со штабом армии (на чём акцентирует внимание историк Уоррен Робертсон): «Стюарт всегда находился там, где он нужен». Своими достижениями Стюарт прославился и на Севере, и на Юге.
В середине июня 1862 года Северовирджинская армия генерала Роберта Ли находилась в долине Шенандоа. Входящая в её состав кавалерия Джеба Стюарта не позволяла федеральным разведчикам выяснить точное расположение армии. Но агрессивная тактика федерального генерала Плезантона всё же дала свои плоды: у Стюарта почти не оставалось времени на разведку. В этой ситуации почти единственными информаторами были партизаны Джона Мосби. Стивен Сирс пишет, что именно Мосби около 17 июня первым предложил Стюарту совершить рейд в тыл Потомакской армии, а Стюарт, в свою очередь, предложил этот план генералу Ли как один из вариантов 18 июня у местечка Пэрис.
Весной 1863 года репутация генерала сильно пострадала после сражения у станции Бренди. Газеты критиковали его просчёты в этом бою и требовали от него новых достижений, чтобы исправить репутацию. Чувствительный к общественному мнению Стюарт тяжело переживал критику — именно этими переживаниями обычно объясняются некоторые его поступки в ходе Геттисбергской кампании. Возможно, он хотел отомстить северянам за унижение, начав свою личную войну, не вполне согласованную с планами армейского командования.
Генерал Стюарт уже дважды прославился рейдами по тылам противника, поэтому весьма вероятно, что он задумал осуществить и третий, чтобы восстановить пострадавшую репутацию. Возможно, он обсуждал план нового рейда на встрече с генералом Ли 22 июня. Стюарту было также необходимо понять, как именно кавалерия должна сопровождать армию при её движении на север в ходе Геттисбергской кампании. Запрос о распоряжениях на будущее Стюарт направил генералу Ли через Лонгстрита. Историк Шелби Фут прямо пишет, что Стюарт изложил генералу Ли свой план рейда, и Ли в целом его одобрил.
В итоге 22 июня генерал Ли отправил Стюарту «первый приказ», в котором говорилось:

…Если обнаружите, что он (противник) движется на север, и что две бригады могут охранять Блу-Ридж и охранять ваш тыл, то вы можете отправиться с остальными тремя [бригадами] в Мэриленд и занять позицию правее генерала Юэлла, поддерживать с ним связь, охранять его фланг, информировать его о перемещениях противника и собирать все припасы, которые могут пригодиться армии. Одна колонна армии генерала Юэлла вероятно будет двигаться к Саскеханне по Эммитсбергской дороге, другая через Чамберсберг. Согласно его донесениям от прошлой ночи, севернее Фредерика противника не замечено.
Оригинальный текст (англ.)– ...If you find that he is moving northward and that two brigades can guard the Blue Ridge and take care of your rear, you can move with the other three into Maryland, and take position on General Ewell’s right, place yourself in communication with him, guard his flank, keep him informed of the enemy’s movements, and collect all the supplies you can for the use of the army. One column of General Ewell’s army will probably move towards the Susquehanna by the Emmitsburg route; another by the Chambersburg. Accounts from him last night state that there were no enemy north of Frederick.
— 
Приказ Стюарту составил полковник Чарльз Маршалл, адъютант генерала Ли. Позже в мемуарах он рассказал обстоятельства написания этого приказа. По его словам, Ли рассказал ему, что общался со Стюартом и предложил ему отправить три бригады на север, для сопровождения армии в Пенсильвании. Стюарт предложит потревожить тылы Хукера, чтобы помешать его переправе через Потомак, на что Ли заметил, что идея в целом неплоха, но, как только Стюарт поймёт, что Хукер перешёл Потомак, он, Стюарт, должен будет сам перейти Потомак и занять место на правом фланге армии. Ли высказал Маршаллу опасение, что Стюарт может не до конца понять всю важность своевременного присоединения к армии.
В тот же день Ли приказал Ричарду Юэллу войти в Пенсильванию и написал два письма. Во втором, написанном в 15:30, он написал относительно Стюарта:

Я также направил генерала Стюарта, если противник отступил настолько далеко от его фронта, что у него есть возможность отпустить часть кавалерии, с тремя бригадами перейти Потомак, держаться на вашем правом фланге, поддерживать с вами связь, сообщая о перемещениях противника, и собирать продовольствие для армии.
Оригинальный текст (англ.)– I also directed General Stuart, should the enemy have so far retired from his front as to permit of the departure of a portion of the cavalry, to march with three brigades across the Potomac and place himself on your right and in communication with you, keep you advised of the movements of the enemy, and assist in collecting supplies for the army.
— Мемуары Джона Мосби

### Роль Лонгстрита
Первый приказ Стюарту был отправлен через Лонгстрита. К этому приказу Ли приложил письмо, где сообщал Лонгстриту про инструкции, выданные Стюарту и Юэллу. Лонгстрит получил эти письма в 16:00. В 17:00 он переправил приказ Стюарту, приложив своё письмо, а в 07:30 написал ответ для генерала Ли. «Ваше письмо от 16:00 получено, — писал Лонгстрит, — Я переправил ваше письмо генералу Стюарту с предложением, что он может пройти по тылам противника, если такой вариант ему кажется возможным. О противнике сегодня ничего не слышно».
В письме Стюарту Лонгстрит писал, что Ли, раскрыв ему содержание письма, «говорит, чтобы вы отправились через Хоупуэлл-Гэп и прошли через тыл противника. Если вы сможете пройти этим путём, то я думаю, вы с меньшей  вероятностью укажете на наши планы, чем если  вы пойдёте через наш тыл. Передаю вам письмо с этим предложением. Прошу, сообщите мне положение вещей до отбытия и прикажите Хэмптону — которого, я полагаю, вы оставите вместо себя — связаться со мной в Миллвуде».
Предполагается, что упомянутое в этом сообщении «приложенное» (enclosed) письмо генерала Ли было его «Первым приказом» Стюарту, хотя некоторые комментаторы предполагают, что имелся в виду другой документ, ныне утраченный. Приказ генерала Ли никак не оговаривал маршрут следования и явно не упоминал Хоупуэлл-Гэп, следование через который явно не согласовывалось с инструкциями генерала Ли. Возможно, идея пути через Хоупуэлл-Гэп родилась во время личных переговоров Стюарта с Лонгстритом, хотя подтверждений этому не существует. На данный момент ничего, кроме этого письма Стюарту, о замыслах Лонгстрита неизвестно. Впоследствии, в официальных рапортах и мемуарах Лонгстрит утверждал, что не давал Стюарту советов по поводу рейда в тыл Потомакской армии. После Геттисберга он писал в рапорте: «Согласно моим приказам, он должен был идти правее моей колонны, как ранее было договорено, к переправе у Шепардстауна». После войны он писал: «Я распорядился, чтобы генерал Стюарт следовал за мной и пересёк Потомак в Шепардстауне, в то время как я перейду у Уильямспорта, десятью милями выше». Видимо, после неудачи под Геттисбергом Лонгстрит пытался скрыть, что как-то влиял на решение Стюарта. Он даже прямо обвинял его в том, что тот отправился в рейд, нарушив все ранее согласованные распоряжения. Впоследствии комментаторы отмечали, что версия Лонгстрита труднообъяснима и «создаёт ощущение, что у него самого совесть нечиста».
Такой же позиции придерживался Моксли Соррел, адъютант Лонгстрита. Есть мнение, писал он в мемуарах, что Лонгстрит влиял на решение Стюарта, но это совершенно неверно. Удивительно, продолжает он, но Стюарт начал рейд исключительно по личной инициативе, вопреки всем приказам.

### Второй приказ
Получив принципиальное согласие (или то, что он принял за согласие), Стюарт составил план рейда, суть которого состояла в том, чтобы двигаться на север в обход армии противника, отвлекая внимание от манёвров армии Ли. Стюарт обратился за советом к Джону Мосби, который отвечал за разведку. Мосби сообщил, что Стюарт сможет легко обогнуть всю федеральную армию. «Это была опасно оптимистичная оценка ситуации, которая основывалась на том, что федералы будут просто стоять на месте и ждать событий». Стюарт показал свой план Хэмптону и Фицхью Ли, а затем направился в штаб генерала Ли в Берривилле.
«План Стюарта — пройти сквозь армию Хукера — был фактически копией кампании при Маренго, где Бонапарт перешёл Альпы и перерезал коммуникации австрийцев в Италии», писал Джон Мосби, который присутствовал при составлении этого письма и, по его словам, даже сам диктовал его.
Между тем Ли получил письмо Лонгстрита, и оно вызвало у него беспокойство. Он решил, что Стюарт может неправильно понять его рекомендации и поэтому составил второй приказ, чтобы конкретнее обозначить свои намерения. По мнению Маршалла, написание второго приказа было вызвано именно этим, а не внезапным изменением замыслов генерала Ли. Второй приказ был составлен 23 июня в 17:00.

Если армия генерала Хукера останется неактивной, вы можете оставить две бригады для наблюдения за ним, и  отойти с тремя остальными, но если не окажется, что он движется на север, думаю, вам лучше отойти на эту сторону гор завтра ночью, перейти [Потомак] у Шепардстауна на следующий день и двигаться на Фредерик. Однако вы должны быть готовы к решению, возможно ли без задержки обойти вокруг их армии, нанеся им максимальный ущерб, и перейти реку восточнее гор. В любом случае, перейдя реку, вы должны двигаться вперёд и поддерживать контакт с правым флангом корпуса Юэлла, собирая информацию, провизию и т. д. Проинструктируйте командиров остающихся бригад следить за флангом и тылом армии…
Оригинальный текст (англ.)– If General Hooker’s army remains inactive, you can leave two brigades to watch him, and withdraw with the three others, but should he not appear to be moving northward, I think you had better withdraw this side of the mountain tomorrow night, cross at Shepherdstown next day and move to Fredericktown [Frederick]. You will, however, be able to judge whether you can pass around their army without hindrance, doing them all the damage you can, and cross the river east of the mountains. In either case, after crossing the river, you must move on and feel the right of Ewell’s troops, collecting information, provisions, etc. Give instructions to the commander of the brigades left behind to watch the flank and rear of the army...
— Battle of Gettysburg Scapegoat
Позже, в своём рапорте от 31 июля, Ли объяснил, что он имел в виду в своём приказе: «Генералу Стюарту было велено двигаться в Мэриленд, перейти Потомак восточнее или западнее Блу-Ридж, как ему покажется лучше, и занять позиции на правом фланге наступающей армии». Его последующий рапорт утверждает то же самое, и его штабные офицеры подтверждают, что именно это он имел в виду, когда обсуждал в штабе планы кампании.
Приказ этот настолько странен, что историки (например, Джеффри Верт) предположили в нём опечатку. Фраза  «но если не окажется» («shoud he not appear») противоречит предыдущей «Если армия генерала Хукера останется неактивной» («If General Hooker’s army remains inactive»), так что возможно изначально имелось в виду «now» вместо «not». Робинсон также считает, что это была ошибка, допущенная Чарльзом Маршаллом при переписке. Она полностью лишала приказ смысла, требуя от Стюарта различных действий в зависимости от двух одинаковых ситуаций. Если заменить «not» на «now», то приказ обретает смысл. Версия с ошибкой кажется вполне убедительной, но Маршалл в своих послевоенных публикациях цитирует приказ, сохраняя слово «not» и не делая никаких комментариев по этому поводу. Впрочем, труды Маршалла издавались уже после его смерти, а оригинал приказа утерян и существует только в многочисленных копиях, так что истину установить практически невозможно. Историк Эдвард Лонакр предложил ещё одну смелую трактовку. Приказ идти в Мэриленд «если не окажется, что он движется на север» по его мнению может значить, что Ли боялся наступления Хукера на Ричмонд, и поэтому Стюарт должен был со стороны Фредерика следить за манёврами Потомакской армии.
Дуглас Фриман оказался почти единственным историком, который не увидел противоречия в приказе. Он предположил, что текст приказа основан на донесении о рейде федеральной кавалерии на Уоррентон, и поэтому Стюарту приказано «если противник не движется на север» (то есть, продолжает рейд на юг) уклониться от боя и уйти на западную сторону гор. Робинсон назвал это предположение «правдоподобным».
Но остаётся ещё одна фраза с неясным значением: «Вы должны быть готовы… обойти вокруг их армии». Историки Скотт Боуден и Билл Уорд предположили, что слово «вокруг» (around) также было неправильно понято. Ли мог иметь в виду, что Стюарту следует двигаться к Потомаку, обходя (или обходя вокруг) те части федеральной армии, которые встретятся ему на пути. Это весьма убедительное объяснение впоследствии было принято большинством комментаторов.
Этот приказ был написан 23 июня в 17:00 в Берревилле и передан Стюарту, который ожидал неподалёку, уже ночью. Генри Макклеллан распечатал письмо и разбудил Стюарта. Тот, полусонный (по замечанию Зиммермана) прочитал его в свете костра и понял так, что его план одобрен. Возможно, если бы Стюарт прочёл его днём в более адекватном состоянии, он обратил бы внимание на странности письма и обратился бы к Ли за разъяснениями. Но Стюарт не увидел ничего странного. «Хотя приказ от 23 июня смущает исследователей вплоть до сего дня, — пишет Сирс, — ибо какая разница между тем, чтобы оставаться в бездействии и тем, чтобы не двигаться — оно, как кажется, совершенно не смутило Стюарта».
Мосби потом обращал внимание, что в тексте нет ни слова о том, что Стюарт должен доносить информацию о перемещениях федеральной армии, а только требовал дать соответствующие инструкции остающимся командирам. В своей речи в защиту Стюарта он спрашивал: как мог Стюарт следить за армией Хукера в Вирджинии, если Ли направлял его в Пенсильванию к Юэллу? То же впоследствии писал историк Дэвид Мартин: по его словам, из приказа совершенно не следует, что Стюарту приказано следить за тем, когда противник перейдёт Потомак. Приказы Ли от 22 и 23 июня нигде не содержат таких указаний, несмотря на довольно большой объём.

### Третий приказ
Кроме двух приказов, текст которых нам известен, существует предположение о существовании третьего приказа, который не сохранился. Через много лет после окончания войны адъютант Стюарта, Генри Макклеллан, сообщил, что поздно ночью 23 июня прибыл третий приказ от генерала Ли. По словам Макклеллана, этот приказ видели только он и Стюарт, а текст его позже пропал. В отчётах Стюарта не указано количество полученных приказов и, таким образом, кроме слов Макклеллана ничего не подтверждает его существование. Маршалл, который делал копии всех приказов штаба, отрицал существование этого документа.
По словам Макклеллана, письмо в основном содержало обсуждение плана рейда вокруг Потомакской армии. В письме говорилось, что дороги через Шепардстаун и Уильямспорт плотно забиты пехотой и артиллерией и если Стюарт воспользуется ими, это приведёт к задержкам, ввиду чего путь через тыл противника будет более удачным вариантом. Генералу Эрли будут посланы предупреждения, и он будет ждать Стюарта в Йорке, который, вероятно, будет точкой сбора всей армии.
Этот приказ полностью объясняет все действия Стюарта, снимает с него все подозрения в невыполнении приказов и объясняет, почему путь через тыл противника был для Стюарта единственно возможным путём на север. И всё же многие исследователи сомневаются в существовании этого приказа. Совершенно непонятно, почему Ли изменил своё решение буквально сразу же после отправки «второго приказа» и почему он через несколько дней полностью забыл про третий приказ. Странно, что Маршалл ничего не знал об этом приказе. Странно и упоминание о дивизии Эрли в Йорке, потому что приказ наступать на Йорк будет отдан Эрли только несколько дней спустя.
Тем не менее некоторые историки, в основном те, кто в спорах об ответственности встают на сторону Стюарта, безоговорочно признают существование третьего приказа. Например, Марк Несбитт в своей книге «Saber and Scapegoat» утверждает, что приказ существовал, а показания Маршалла и других штабных офицеров есть не что иное, как попытка перенести всю ответственность на Стюарта.

### Решение
Утром 24 июня Стюарт принял окончательное решение. В то утро Мосби сообщил ему, что армия Хукера стоит на прежнем месте. Вспоминая, Мосби писал, что у Стюарта уже было разрешение на рейд в тыл противника: «Я вернулся из разведки рано утром 24 июня, — вспоминал Мосби, — и обнаружил, что Стюарт только что получил приказ на присоединение к Юэллу с тремя бригадами и получил разрешение (had been given discretion) пройти через тыл армии Союза».
Бригадам Хэмптона, Фицхью Ли и Чэмблисса было приказано соединиться ночью в Салеме. В этих бригадах числилось соответственно 1978, 2 164 и 1328 человек, всего 5500. После отзыва всех непригодных к рейду, осталось примерно 4500.
Бригадам Беверли Робертсона (966 чел.) и Уильяма Джонса (1743 чел.) было приказано остаться охранять горные проходы и следить за противником. В случае наступления на север Робертсон должен был держаться «в тылу армии и на её правом фланге».
Стюарт решил, что трёх бригад и бригады Дженкинса (приданной корпусу Юэлла) будет достаточно для осуществления рейда. Таким образом, Стюарт ушёл в рейд, оставив при армии не самых способных командиров — Робертсона и Джонса, которые не смогли справиться со своими обязанностями и своевременно уведомить генерала Ли о манёврах противника. Это стало одной из причин неудачи Геттисбергской кампании.
Приказ на рейд Стюарт получил поздно вечером 23 июня, однако его бригады были разбросаны по большой территории и сильно измотаны предыдущими боями в Лоудонской долине. Ему требовалось время, чтобы собрать их и дать им небольшой отдых, и на это ушло всё 24 июня. Рейд начался только ночью 25 июня, причём Ли не был уведомлен об этой задержке.

## Рейд
Стюарт отправился в рейд из Салем-Депо в час ночи 25 июня. Потомакская армия, по его данным, была разбросана на пространстве между Лисбергом и Сентервиллом, и Джон Мосби ещё 23 июня предложил Стюарту перейти Булл-Ранские горы через ущелье Гласскукс-Гэп, пройти на Хаймаркет, там повернуть на север и выйти к Дрейнсвиллу, где перейти Потомак по броду Сенека-Форд. При этом предстояло обойти лагеря II корпуса в Хаймаркете, III корпуса в Херндоне и I корпуса в Дрейнсвилле. Это был бы путь фактически сквозь Потомакскую армию, а не вокруг неё. Ли и Лонгстрит наверняка не одобрили бы такой рискованный план, но Стюарт последовал рекомендациям Мосби.
В тот же день генералу Хукеру доложили о том, что противник переходит Потомак у Шефердстауна, поэтому Хукер двинул на север всю Потомакскую армию. Он приказал XII корпусу Слокама идти к Миддлтауну, а I, III и XI корпусам — к Фредерику. Эти неожиданные манёвры противника задержали Стюарта. Прибыв к Хаймаркету, он обнаружил, что по пути его маршрута движется корпус генерала Хэнкока. Стюарт не стал вступать в бой с корпусом, а только сделал по нему несколько артиллерийских выстрелов и отступил к Бакланду, где встал лагерем. Таким образом, прошло уже два дня с момента получения приказа, а Стюарт всё ещё оставался на том же месте, откуда начал рейд.
Инструкции Ли требовали отменить рейд, если возникнут помехи (hindrance). Появление федерального корпуса было достаточной помехой для отмены всей операции, но Стюарт решил во что бы то ни стало продолжать рейд. Чарльз Маршалл писал, что именно в этот момент Стюарт должен был бы повернуть назад и, следуя приказу, перейти Потомак и идти на соединение с корпусом Юэлла. Историк Джеффри Верт считает это утверждение вполне обоснованным. По его мнению, именно в этот момент Стюарт нарушил приказ генерала Ли и, видимо, именно это Ли имел в виду, когда впоследствии говорил, что Стюарт не выполнил его инструкций.
Утром 26 июня Стюарт возобновил рейд и снова встретил колонну противника — на этот раз это были арьергарды VI корпуса. Стюарт не стал задерживаться и продолжил рейд, обойдя федеральную колонну. Он проследовал через Бристо-Стейшен и Брентсвилл и к концу дня оказался около Булл-Рана, где встал лагерем. Ему приходилось идти между отдельными федеральными частями, и предосторожности на этом пути требовали много времени. 27 июня он миновал Аннандейл, разгромил небольшой кавалерийский отряд и большой федеральный склад около Фэирфакса и остановился там же на отдых на несколько часов.

### Потерянные донесения Стюарта
Обнаружив перемещение Потомакской армии, Стюарт должен был сообщить об этом командованию. Уже после кампании Стюарт и его адъютант Генри Макклеллан сообщили, что было отправлено донесение, которое Стюарт написал лично и которое никто более не видел. Однако это донесение в штабе Ли получено не было. После геттисбергского сражения Стюарт рассказал Чарльзу Маршаллу, что гонец был послан с указанием следовать через ущелье Эшби-Гэп. Время отправки этого письма нам неизвестно; Стюарт писал в рапорте, что отправил его сразу же, как обнаружил федеральную колонну у Хаймаркета. Макклеллан вспоминал, что видел, как Стюарт пишет донесение и что оно было отправлено, но не добавлял никаких деталей.
Историк Эдвард Лонакр первым обратил внимание, что после перестрелки у Фэирфакса Стюарт сообщил генералу Ли об этой победе, но это сообщение не попало по назначению, а загадочным образом оказалось в военном департаменте в Ричмонде. Лонакр обнаружил текст этого донесения в дневнике сотрудника военного департамента Джона Б. Джонса:

Штаб кавалерийской дивизии, 27 июня, 1863. Генерал: я занял Фэирфакс этим утром в 09:00 вместе с большим количеством складов. Основная часть армии Хукера движется к Лисбергу, кроме гарнизонов Александрии и Вашингтона, которые отступили в укрепления. С уважением, ваш покорный слуга, Дж. Э. Б. Стюарт, генерал-майор.
Оригинальный текст (англ.)– Headquarters Cavalry Division, June 27, 1863. General: I took possession of Fairfax C.H. this morning at nine o’clock, together with a large quantity of stores. The main body of Hooker’s army has gone toward Leesburg, except for the garrisons of Alexandria and Washington, which have retreated within the fortifications. Yours respectfully, your obedient servant, J. E. B. Stuart, Major-General.
— 
Сам Стюарт упоминает только донесение из Хаймаркета и ничего не говорит о донесении из Фэирфакса. На это второе донесение обычно не обращают внимание исследователи. Однако сразу же возникает вопрос: зачем Стюарт доносит Ли о небольшой перестрелке, если день или два назад он уже доносил о перемещении Потомакской армии? Историк Уоррен Робинсон предположил, что второе письмо — это первое и единственное, а письма из Хаймаркета не было, поскольку Стюарт решил написать только тогда, когда достигнет какого-нибудь результата. Разорение складов в Фэирфаксе можно было считать таким результатом. Это письмо, однако же, не является полноценным разведывательным донесением, оно не говорит о том, что Хукер перешёл Потомак и не говорит о путях его движения — в основном потому, что Стюарт сам мало что знал о происходящем. Но и это сообщение было написано слишком поздно: если Стюарт отправил вестового 27 июня, то тому требовалось пройти весь длинный путь до Чамберсберга (около 150 миль), поэтому он никак не мог прибыть на место до 30 июня; а в это время Ли уже знал положение Хукера, письмо было ненужным и на него не обратили внимания. Возможно, Ли и Маршалл вообще не видели его в неразберихе событий 30 июня и оно было переправлено кем-то из штабных сразу в военный департамент.
Некоторые историки признают существование рапорта из Хаймаркета. Об этом пишут Дуглас Фриман и Берке Дэвис, а Стивен Сирс признаёт существование обоих рапортов. Историки отмечают, что Стюарт не запросил совета о том, как ему поступить в этой сложной ситуации. Фриман предположил, что если у Стюарта и был момент колебаний, то всё же перспектива совершить рейд на Вашингтон показалась ему предпочтительнее.
Стивен Сирс упоминает ещё одно подобие рапорта: штабной офицер Второго Корпуса Джеймс Поуэр Смит 27 июня направлялся из Ричмонда в Пенсильванию и 29 июня сообщил генералу Ли, что 27 числа кавалерия Стюарта всё ещё находилась в Вирджинии. По его словам, Ли был крайне удивлён и обеспокоен этим донесением.

### Рейд на Вашингтон
Пока Стюарт огибал Потомакскую армию, армия Юга вошла в Пенсильванию, а 26 июня генерал Эрли занял Геттисберг. 27 и 28 июня Ли уже ждал Стюарта в Чамберсберге, и он предположительно сказал генералу Тримблу 27-го числа: «Я пока не слышал, чтобы противник перешёл Потомак, и я ожидаю известий от генерала Стюарта».
Между тем, разгромив склады у Фэирфакса, 27 июня отряд Стюарта начал искать переправу через Потомак и обнаружил брод Роусерс-Форд. Это была сложная переправа, необозначенная на картах и известная только местным жителям. После дождей Потомак вышел из берегов, что крайне осложнило переправу. Макклеллан потом писал, что это была самая трудная за всю войну задача для кавалерии. Стюарт перешёл Потомак 28 июня в 03:00. Об этом скоро стало известно генералу Джорджу Миду, который сообщил Генри Халлеку, ошибочно решив, что отрядом командует Фицхью Ли. Халлек обещал отправить две кавалерийские бригады для преследования противника.
После переправы Стюарт должен был решить, куда направиться дальше. Правильнее было бы двигаться на северо-запад, на соединение с армией Ли в Камберлендской долине. При этом он рисковал встретить части Потомакской армии, но его миссия как раз и состояла в том, чтобы отвлекать противника. Вместо этого Стюарт повернул на восток, в сторону Вашингтона. Его отряд напал на «канал Чесапик-Огайо», линию снабжения Потомакской армии, где захватил много судов и грузов. В тот же день они вошли в Роквилл, где перерезали телеграфные провода и захватили огромный обоз длиной почти в 8 миль. Остаток дня Стюарт дожидался отставших, собирал пленных и реорганизовывал свою колонну, чтобы включить в неё обоз. Позже он писал, что лишь приближение ночи помешало ему атаковать Вашингтон, а отложить атаку до утра означало потерять много времени. Считается, что Стюрт сказал одному из пленных, что если бы не уставшие лошади, он бы прошёл по 7-й Стрит-Роуд до самого Белого дома и захватил бы в плен самого Линкольна. Мосби писал: «На несколько дней связь с федеральной армией была потеряна, Вашингтон изолирован, а колонна Стюарта привлекала больше внимания, чем армия Ли в Камберлендской долине».
В полдень 28 июня командование Потомакской армией принял Джордж Мид, который сразу же обнаружил кавалерию противника в своём тылу.

### Рейд на север
Утром 29 июня колонна Стюарта достигла станции Худс-Милл. Стюарт спросил местных жителей о местонахождении корпуса Юэлла, но ему никто не ответил. Местные газеты писали, что Юэлл находился у Йорка и Карлайла. Стюарт решил двигаться в сторону Йорка. Дуглас Фриман также пишет, что Стюарт узнал о Юэлле из газет, но У. Робинсон замечает, что это маловероятно, поскольку сообщения о наступлении Юэлла на Йорк появились в газетах позже утра 29 июня. Робинсон предполагает, что Стюарт упомянул о газетах для того, чтобы оправдать свой рейд в сторону Йорка, который он совершил только потому, что увлёкся процессом.
Стюарт планировал прибыть в пенсильванский Гановер утром 28 июня, но вместо этого в полдень 29 июня его отряд успел достичь только Вестминстера. Здесь он столкнулся с двумя ротами 1-го делаверского кавалерийского полка майора Наполеона Кнайта и преследовал его некоторое время по балтиморской дороге.
Между тем, командир федеральной кавалерии Альфред Плезантон приказал своим дивизиям отправиться на север на поиски противника. На правом фланге этого наступления шла дивизия Джадсона Килпатрика, которая вошла в Гановер утром 30 июня. Сразу вслед за ними в город вошли авангарды отряда Стюарта — они атаковали хвост колонны Килпатрика, однако федеральная дивизия перегруппировалась и отбросила Стюарта от Гановера. В сражении при Гановере Стюарт потерял более 100 человек, Килпатрик — 215. Фактически, в бою участвовала только маленькая бригада Чемблисса; бригада Фицхью Ли в это время прикрывала западное направление, а бригада Хэмптона охраняла хвост обоза.
В то же время дивизия генерала Эрли находилась неподалёку к северу от Гановера. Сражение не позволило Стюарту соединиться с Эрли, однако и Килпатрик не заметил эту дивизию. «Если бы Килпатрик пошёл дальше на север к Голубиным Холмам, он бы увидел колонну Эрли, марширующую на запад, и понял бы, что мятежники намереваются где-то сконцентрироваться. Он мог бы ускоренным маршем отправиться к этому месту. Вместо этого он провёл день в бесполезных перестрелках со Стюартом»
Чтобы защитить обозы и пленных, Стюарт задержался у Гановера до темноты, а затем обошёл Гановер с востока. Пройдя за ночь 20 миль, его уставший отряд утром 1 июля вышел к Дувру(Пенсильвания) — как раз в то время, когда начались первые перестрелки под Геттисбергом. Теперь Стюарт находился в 23 милях северо-западнее Геттисберга. Стюарт начал искать генерала Юэлла: небольшой отряд был послан в Йорк, где выяснилось, что Юэлл ушёл на запад. Стюарт отправил майора Вейнабла по следам Юэлла, а капитана Генри Ли в сторону Геттисберга.
На восходе солнца хвост колоны Стюарта прошёл Дувр. Здесь были условно освобождены последние пленные.
Сам Стюарт, оставив бригаду Хэмптона в Диллсберге, отправился в Карлайл, надеясь найти там Юэлла. Вместо этого он встретил там 3000 человек пенсильванского ополчения под командованием бывшего корпусного командира Потомакской армии, Уильяма Смита. Произошла перестрелка, известная как сражение при Карлайле: Стюарт сделал несколько артиллерийских выстрелов, поджёг Карлайлские казармы и в полночь отошёл на юг, к Геттисбергу.
Не вполне понятно, как именно Стюарт обнаружил основную армию. Сам он писал, что ночью 1 июля получил сообщение от генерала Ли (непонятно кем переданное) о том, что армия находится в Геттисберге. По другим данным, майор Эндрю Вейнабл и капитан Генри Ли обнаружили штаб Юэлла и там узнали о местонахождении армии. Майор Кэмпбелл Браун из штаба Юэлла впоследствии утверждал, что ему было поручено найти Стюарта, что он и сделал. Берке Дэвис приводит ещё два свидетельства: Джон Дубосе писал, что Ли отправил 20 разведчиков на поиски Стюарта, а Эдвин Салваж писал, что Стюарта нашли он и 8 разведчиков.
Так или иначе, Стюарт двинулся к Геттисбергу, куда прибыл вечером 2 июля с недостатком боеприпасов и измотанными лошадьми.

## Последствия
Отряд присоединился к основным войскам в полдень 2 июля. Стюарт сразу направил Хэмптона прикрыть левый фланг армии, что привело к сражению у Хантерстауна. Ли был недоволен действиями Стюарта, однако неизвестно, что именно он ему сказал по этому поводу. Существует две версии событий. Согласно одной, Ли сказал Стюарту: «Ага, Стюарт, а вот и вы, наконец». Эта версия появилась в 1930 году в биографии Стюарта авторства Джона Томасона и оттуда попала в работы Дугласа Фримана. Томасон однако не указывает источники этой версии. Другая, более жёсткая версия содержится в биографии Стюарта авторства Берке Дэвиса (1957). Он писал, что Ли поднял руку так, как будто хотел ударить Стюарта и сказал: «Генерал Стюарт, где вы были? Я уже несколько дней не получал от вас ни слова, а вы были глазами и ушами моей армии». Стюарт увял (wilted) при этих словах и попробовал оправдываться, но Ли прервал его: «Мы это не будем обсуждать». Дэвис ссылается на дневники Анны Хайд, которая ссылается на воспоминания Генри Макклеллана, который присутствовал при этой встрече. Сам Берке считает эту версию убедительной.
Сразу после Геттисбергского сражения сложилось мнение, что рейд Стюарта стал причиной неудачи кампании. «По мнению офицеров Северовирджинской армии, причина неудачи в Пенсильвании в 1863 году выражалась в двух словах: отсутствие кавалерии», писал генерал Генри Хет. Эти обвинения сначала имели вид разговоров среди офицеров, но затем проникли в газеты и начали обсуждаться на уровне правительства. Моксли Соррел полагал, что если бы не Стюарт, то генеральное сражение произошло бы в другой, более удобной для этого местности.
Генерал Эдвард Александер сравнивал рейд Стюарта с рейдом Стоунмана. Генерал Хукер проиграл сражение при Чанселорсвилле именно потому, что отправил свою кавалерию в бесполезный рейд, и южанам стоило бы осознать эту его ошибку и не повторять её. Генерал Фицхью Ли перечисляя три причины неудачи кампании, отсутствие Стюарта помещает на первое место (а вторые две вытекают из первой, замечает У.Робинсон). Дуглас Фриман, называя причины неудачи Геттисбергской кампании, называет рейд Стюарта первой причиной из пяти.
Сам Стюарт впоследствии акцентировал внимание на уроне, который он нанёс противнику своим рейдом. Однако, Даниель Зиммерман писал, что рейд Стюарта не принёс никакой пользы: он лишь слегка испортил коммуникации между столицей и армией, нанёс несущественный урон противнику и не отвлёк серьёзных кавалерийских сил на своё преследование, «Основная часть федеральной кавалерии оставалась на флангах, и только две бригады дивизии Ирвина Грегга были посланы преследовать Стюарта». Джон Мосби наоборот, утверждал, что армия Ли наступала на север без всякого препятствия со стороны федеральной кавалерии, которая отвлеклась на поиски Стюарта. Основным виновником Мосби считал генерала Беверли Робертсона, который фактически командовал кавалерией в отсутствие Стюарта и не справился со своими обязанностями.
Стивен Сирс обращает внимание на ещё одно важное следствие отсутствия Стюарта: бригады Робертсона и Джонса не смогли пресечь проникновение федеральных шпионов, и разведывательная информация в изобилии начала поступать в штаб федеральной армии. Бюро Военной Информации организовало сразу несколько разведывательных операций, и то же самое сделал генерал Дариус Кауч из Гаррисберга. В результате к 24 июня Хукер уже имел всю разведывательную информацию, в которой нуждался и в тот же день отдал приказ о выдвижении армии на север.

### Споры об ответственности
Генерал Ли в официальном рапорте не осудил Стюарта и почти не упомянул о его роли в геттисбергской кампании. По свидетельству Маршалла, первый вариант рапорта Ли жёстко осудил Стюарта, но потом Ли отредактировал текст. Он сказал, что иначе ему придётся отстранить Стюарта от командования и отдать его под суд, что, с другой стороны, позволит Стюарту официально высказаться в свою защиту. Маршалл писал, что он даже предлагал такой вариант, но Ли отказался.
Свою позицию Стюарт изложил в рапорте, который однако же содержит множество ошибок и смущал даже самих участников рейда. Уэйд Хэмптон в частном письме сказал, что никогда не встречал рапорта, столь же «ошибочного (erroneous) — чтобы не сказать грубее — чем этот». Биограф Стюарта, Эмори Томас, также пишет, что рапорт Стюарта после Геттисберга содержит ещё больше домыслов, чем его рапорт после Брэнди-Стейшен.
Дуглас Фриман считал, что Стюарт виноват в том, что не отменил рейд в тот момент, когда обнаружил федеральный корпус на своём пути. Генерал Ли, в свою очередь, виноват в том, что не смог правильно распорядиться оставленными ему двумя кавалерийскими бригадами. Джеффри Верт так же считает, что Стюарт, не отменив рейд 24 июня, нарушил если не букву, то дух приказа.
Одним из первых защитников Стюарта стал Джон Мосби, который был одним из авторов идеи рейда и вероятно чувствовал, что критика Стюарта касается и его самого. Он отстаивал невиновность Стюарта в многочисленных публикациях и письмах, однако его избыточная эмоциональность, сарказм и вольное обращение с фактами скорее повредили репутации Стюарта. По этой же причине мнение Мосби обычно не рассматривается историками как серьёзный источник.
Некоторые историки (например, Эдвин Коддингтон) обращают внимание на значительную долю вины генерала Робертсона в этой истории: по непонятной причине Робертсон не выполнил внятные инструкции Стюарта. Даже оставаясь в ущельях Блу-Ридж, кавалерия Робертсона должна была хоть как-то узнать о передвижении федеральной армии — но не узнала. Возможно, Ли сам приказал ему остаться и охранять ущелья, но в этом случае непонятно, почему он не проявил подобной заботы об ущельях Южных гор. Не сохранилось никаких свидетельств того, что Ли приказывал что-либо бригадам Робертсона, что тоже необъяснимо.
Историк Даниэль Зиммерман встаёт на сторону Стюарта в вопросе ответственности. Стюарт, по его словам, строго следовал инструкциям и сделал всё от него зависящее. Не имея строгого расписания, он всё же двигался быстро, причинял максимальный ущерб и собирал продовольствие. Предполагая встретить Юэлла на Саскеханне, он выбрал наиболее удобный путь. И только обозы и пленные задержали его, позволив противнику перехватить его у Гановера.
Однако, Уоррен Робинсон заметил, что урон, нанесённый Стюартом, был временным. Рейд его отряда не повлиял на ход компании и ни на час не задержал продвижение Потомакской армии. Кроме того, обращает на себя внимание странное поведение Стюарта в ходе рейда: он как будто никуда не спешил. Его войска потратили время на разорение складов в Фэирфаксе, полдня отдыхали за Потомаком, захватили обоз и готовили его к транспортировке, тратили время на захват пленных и бумажную работу по их условному освобождению, на похороны павших офицеров, обстреливали Карлайлские казармы и планировали их штурмовать. Биограф Эмори Томас предположил, что Стюарт был слишком утомлён сражениями в Лоудонской долине и долгим рейдом, поэтому плохо понимал, что делает. Эта версия, в свою очередь, не объясняет, почему он снова стал эффективно сражаться при отступлении армии от Геттисберга.
Даниэль Зиммерман писал, что в неудаче были виноваты все. Ли и Лонгстрит должны были лучше составить инструкции, Стюарт должен был оставить при армии более способных кавалерийских офицеров, а те, в свою очередь, должны были лучше выполнять данные им приказы. Мосби должен был тщательнее заниматься разведкой, а Юэлл должен был постараться найти Стюарта и помочь ему при Гановере.